# Вилков, Лев Васильевич
Лев Васильевич Вилков (1 июня 1931, Москва — 8 февраля 2010, Москва) — советский и российский физикохимик, специалист в области газовой электронографии, доктор химических наук (1968), профессор химического факультета МГУ им. М. В. Ломоносова (1982), иностранный член Норвежской академии наук (1989).

## Биография
Лев Васильевич Вилков родился в Москве 1 июня 1931 года в семье студентов-первокурсников кафедры отравляющих веществ и ядов Московского химико-технологического института им. Менделеева, будущих инженеров-химиков Екатерины Борисовны Казаковой и Василия Федоровича Вилкова. С 1938 по 1948 он учился в средней школе № 204 им. Горького. Во время войны родители Вилкова были мобилизованы и работали в Горьком с 1941 по 1943. В 1943 году семья вернулась в Москву.
В 1948 году Вилков поступает на химический факультет МГУ. В начале 50-х годов на кафедре физической химии химического факультета усилиями заведующего кафедрой профессора Андрея Владимировича Фроста и старшего преподавателя Петра Алексеевича Акишина зарождается новое направление в структурной химии — газовая электронография. В 1950 году на факультете появляется первый горизонтальный электронограф. Во вновь создаваемую лабораторию газовой электронографии Фростом был приглашен Вилков. Из-за новизны исследований Вилков проводил достаточно независимую научную работу, что положительно повлияло на его исследовательские качества. В 1953 году он с отличием оканчивает химический факультет, защитив дипломную работу на тему «Электронографическое исследование молекул CCl4, SiCl4, ZnCl2» под руководством Акишина. После окончания обучения на химфаке Вилков остается в свой лаборатории в качестве аспиранта, где в течение 3 лет занимается исследованием галогенсодержащих органических соединений, и в 1956 году защищает кандидатскую диссертацию на тему «Некоторые закономерности в изменении длин связей углерод-галоген» под руководством Владимира Михайловича Татевского. В 1968 году защитил докторскую диссертацию «Электронографическое исследование закономерностей в геометрическом строении молекул органических и элементоорганических соединений». С 1960 по 1978 занимал должность старшего научного сотрудника химического факультета МГУ, с 1978 по 1982 был доцентом кафедры физической химии, получил звание профессора кафедры физической химии химического факультета МГУ в 1982 году. В 1989 был избран иностранным членом Норвежской академии наук. В 2000 году Вилков утвержден в звании Заслуженного деятеля науки РФ. 70-летию Льва Васильевича Вилкова была посвящена специальная статья выпуска журнала «Structural Chemistry». С 2001 по 2005 год возглавлял лабораторию газовой электронографии. Вилков являлся одним из ведущих специалистов в области строения молекул, был известен в научных кругах как создатель российской школы электронографического исследования строения молекул органических и элементоорганических соединений. В 2004 удостоен звания Заслуженного профессора МГУ имени Ломоносова.
Вилков активно участвовал в научно-организационной работе, являясь членом двух диссертационных советов на химическом факультете МГУ и в институте кристаллографии РАН, а также членом Ученого Совета химического факультета МГУ. В 1990 и 1993 избирался членом комиссии по электронной дифракции Международного союза кристаллографов.
В 2011 году профессор Вилков был посмертно удостоен международной премии Фонда доктора Барбары Мец-Штарк за выдающиеся заслуги в области экспериментальной структурной химии.

## Научные исследования
Практически сразу после защиты кандидатской диссертации Вилков создал исследовательскую группу электронографического исследования строения молекул органических и элементоорганических соединений и руководил ею в течение 45 лет. Стереохимические исследования имели целью установить геометрическое строение ряда новых соединений из классов силациклобутанов, карборанов, гермиренов. Результатами научной работы группы Вилкова являются создание уникальной аппаратуры для выполнения электронографических исследований; разработка комплекса программ по обработке и расшифровке электронограмм, среди которых новая методика использования сканера при обработке электронограмм, упрощающая процедуру получения кривых интенсивностей рассеяния, новый метод расчета непараметрических потенциальных функций внутреннего вращения молекул из электронографического эксперимента, новый метод расшифровки электронограмм на основе динамической модели молекул с учетом релаксации геометрии при внутреннем вращении или инверсии. Были получены многочисленные структурные данные для молекул различных классов соединений.
Более 250 структур соединений, изученных группой Вилкова, вошли в международные справочники, такие как «Landolt-Börnstein: Numerical Data and Functional Relationships in Science and Technology» и «Structure Data of Free Polyatomic Molecules».
В 1977 с его участием зарегистрировано открытие с формулировкой «Установлено неизвестное ранее явление образования гетероциклических систем атомов с двухкоординированным фосфором на примере пятичленных циклов, содержащих азот-фосфор-углерод и образующихся при взаимодействии гидразонов карбонильных соединений с треххлористым фосфором». Вилков с коллегами экспериментально доказал структуру молекул пятичленных гетероциклических систем с двухкоординационным фосфором. Работы авторов открытия стимулировали выполняемые в различных странах исследования по синтезу и изучению подобных циклических систем и способствовали быстрому развитию этой области химии фосфора.
Вилковым в соавторстве с коллегами опубликовано 6 книг (монографий и учебников), 27 обзоров и более 300 научных статей.

## Педагогическая деятельность
В 70-х годах профессорами Вилковым и Пентиным был создан и начал читаться сначала на факультете повышения квалификации преподавателей ВУЗов, а затем для студентов физико-химической группы и всех специализирующихся на кафедре курс «Физические методы исследования в химии». В 80-х годах ими был написан по этому курсу двухтомный учебник.
Профессор Вилков читал курсы лекций «Теоретические основы газовой электронографии» (для студентов лаборатории электронографии) и «Введение в специальность» для студентов, распределившихся на кафедру физической химии, «Физические методы исследования в химии» для группы физикохимиков и дипломников. Под его руководством защищено более 50 дипломных работ, 30 кандидатских и 6 докторских диссертаций.
Среди учеников Вилкова множество известных в России и за рубежом ученых. В их числе профессор В. С. Мастрюков, профессор Иштван Харгиттаи, д.х.н. И. Ф. Шишков, д.х.н. О. В. Дорофеева, профессор Беляков А. В., д.х.н. Новиков В. П., профессор Е. Г. Атавин, к.х.н. Н. И. Садова, к.х.н. Ю. В. Вишневский и др.
В период с 1994 по 2002 неоднократно избирался Соросовским профессором. Читал лекции Соросовским учителям в городах Иваново, Владимир, Волгоград, Пенза.
Вилкова приглашали читать лекции в зарубежные университеты в таких городах, как Осло, Остин, Рим, Будапешт, Мадрид, Эдинбург.

## Семья
Вилков познакомился со своей женой Лидией Алексеевной Вилковой (в девичестве Бученковой) будучи ещё школьником в 1946 году. Они учились в соседних школах: Вилков — в 204-й мужской школе, а его жена — в 203-й женской. Они поженились спустя 10 лет в 1956 году. Лидия Алексеевна Вилкова закончила Государственный институт стоматологии и одонтологии, где впоследствии и работала доцентом долгие годы. Единственная дочь, Анна Львовна Вилкова, работает в МГУ на химическом факультете в лаборатории газовой электронографии. Внук, Алексей Юрьевич Вилков, выпускник Географического факультета МГУ, кандидат географических наук.

## Основные труды
1. Вилков Л. В., Мастрюков В. С., Садова Н. И. «Определение геометрического строения свободных молекул» Изд. Химия. Л. 1978, 224 с.
2. L.V. Vilkov, V.S. Mastryukov, N.I. Sadova «Determination of the Geometrical Structure of Free Molecules», Mir. 1983, 280 p. Перевод русского издания с предисловием лауреата Нобелевской премии Р. Хоффманна
3. Наумов В. А., Вилков Л. В. «Молекулярные структуры фосфорорганических соединений» Изд. Наука. М. 1986, 320 с.
4. Вилков Л. В., Пентин Ю. А. «Физические методы исследования в химии. Структурные методы и оптическая спектроскопия» Изд. Высшая школа. М. 1987
5. Вилков Л. В., Пентин Ю. А. «Физические методы исследования в химии. Резонансные и электрооптические методы» Изд. Высшая школа. М. 1989
6. Вилков Л. В., Анашкин М. Г., Засорин Е. З., Мастрюков В. С., Спиридонов В. П., Садова Н. И. «Теоретические основы газовой электронографии» Изд. МГУ. 1974